# Artūras Milaknis
Artūras Milaknis (Tauragė, 16 giugno 1986) è un cestista lituano.

## Carriera
Con la Lituania ha disputato due edizioni dei Campionati europei (2015, 2017).

## Palmarès

### Squadra
- Campionato lituano: 10

Žalgiris Kaunas: 2006-07, 2007-08, 2010-11, 2013-14, 2014-15, 2016-17, 2017-18, 2018-19, 2019-20, 2020-21
- Coppa di Lituania: 10

Prienai: 2013
Žalgiris Kaunas: 2007, 2008, 2011, 2015, 2017, 2018, 2019-20, 2020-2021, 2021-22
- Lega Baltica: 3

Žalgiris Kaunas: 2007-08, 2009-10, 2010-11

### Individuale
- Lietuvos krepšinio lyga MVP finali: 1

Žalgiris Kaunas: 2014-15